# 中村杏
中村 杏（日语：／ Nakamura Anne */?，1987年9月17日—），日本的女性模特兒。本名：中村 友子，東京都江東區出身。

## 出演

### 雜誌
- BAILA（日语：BAILA）（2016年 - ） - レギュラーモデル
- andGIRL（2012年 - 2019年） - レギュラーモデル

### 廣告
- アプリケーションソフト「YONE×Ravi」（2009年）
- まつ毛美容液「ピンクスマジックフラッシュ」（2009年）
- AEONトップバリュ「HEATFACT」（2011年）
- WINTER SPORTS FESTA season11 冬スポ!!（2011年）
- AEONトップバリュ「COOLISHFACT」（2012年）
- ピーチ・ジョン（2018年） - イメージキャラクター[1][2]
- 西川「エアー」（2019年 - ）

### CM
- Wacoal
  - 「女神のヒミツ ヴィーナスフィットブラ」（2014年3月）
  - 「約束のブラ」（2014年6月）
- KEIRIN（日语：JKA） 「Welcome To KEIRIN!」（2014年4月 - 2015年3月）
- Lipton「リモーネ」（2014年）
- 花王
  - 「エマール（日语：エマール (洗剤)）」（2014年9月）
  - 「ビオレ（日语：ビオレ）」（2015年3月）
  - 「ビオレ 美肌ケアできる汗ふきシート」（2016年）
  - 「バブ（日语：バブ）」（2016年）[3]
- Suntory Suntoryプレシャス（2015年4月、北海道限定）[4][5]
- H.I.S.「中村アン H.I.S.でハワイに来ました。」（2016年）
- NHKオンデマンド（日语：NHKオンデマンド）
- ABC MART（日语：ABC MART） （2015年 - ）
- 楽天 楽天市場（2016年）
- LION（2018年 - ）
  - 「Lightee（ライティー）」（2021年）
- ARUHI（2018年 - ）
- ATAMI BAY RESORT KORAKUEN（2018年）
- アリナミン製薬「ビオスリー」（2019年）
- KOSÉ
  - 「スポーツビューティUVウェア」（2019年1月）
  - 「インフィニティ」（2019年9月）
- ユピテル
  - 「Juno(ユノ) バーチャルペット」（2021年）
  - 「ドライブレコーダー marumie」（2021年）
- エースコック
  - 「スープはるさめ 」（2019年 - ）
- 東京城市競馬 イメージキャラクター（2024年）

### 電影
- 內衣教父 新章（2009年9月5日） - 真理
- A.I. love you（2016年12月10日） - 内藤恭子
- 乒乓少女大逆襲（2017年10月21日、東寶） - 飾 佐藤風香
- 无名世界的终结（2021年1月29日） -
- 假面飯店2：假面之夜（2021年9月17日） - 奥田真由美
- Grand Maison巴黎（2024年冬） - 久住栞奈

### 電視劇
- 莎士比亚婴儿（2010年1月3日、富士電視台） - 渡辺松子
- 唐吉訶德 第4話（2011年7月30日、日本電視台）
- 女人的規則（2013年4月8日－6月14日、NOTTV） - 本城結衣
- 真實的恐怖故事（富士電視台）
  - 真實的恐怖故事 夏之特別篇2015「黑色日常」（2015年8月29日）
  - 真實的恐怖故事 夏之特別篇2023「視線的出處」（2023年8月19日） - 河野美奈
- 朝5晚9（2015年10月12日－12月14日、富士電視台）- 伊能蘭
- 家族的形式（2016年1月17日－3月20日、TBS） - 梢あや
- 讓我稱呼岳父大人（2016年1月19日－3月15日、關西電視台・富士電視台系） - 愛川希和
- 談戀愛世界難（2016年4月13日－6月15日、日本電視台） - 莉莉子
- 世界奇妙物語 2016春之特別篇「美人稅」（2016年5月28日、富士電視台） - 田島麗子
- 營業部長 吉良奈津子（2016年7月21日－9月22日、富士電視台） - 今西朋美
- 水族館女孩 第5話（2016年7月29日、NHK綜合） - 沢渡夏子
- 出租救世主（2016年10月9日－12月11日、日本電視台） - 秦野彩花
- 不好意思，我們明天要結婚（2017年1月23日－3月20日、富士電視台） - 桐山莉央
- 使命和正義（2017年5月21日－6月18日、TBS） - 横沢亞美
- 愛的結婚相談所（2017年8月11日－9月1日、朝日電視台） - 金城麗美
- 劇集W「單戀」（2017年10月21日－11月25日、WOWOW） - 佐伯香里
- 你已藏在我心底（2018年1月16日－3月20日、TBS） - 成川映美
- 愛情重跑（2018年4月5日－6月8日、讀賣電視台・日本電視台系） - 南沙耶香
- 繼母與女兒的藍調 第9話（2018年9月11日、TBS） - 神秘女子
- SUITS（2018年10月8日－12月17日、富士電視台） - 玉井伽耶子
  - SUITS 2（2020年4月13日－10月19日）
- 集團左遷!!（2019年4月21日－6月23日、TBS） - 木田美惠子
- Grand Maison東京（2019年10月20日－12月29日、TBS） - 久住栞奈
  - Grand Maison東京 特別篇（2024年冬）
- Switch（2020年6月21日、朝日電視台） - 佐藤亜希
- 危險的維納斯（2020年10月11日－12月13日、TBS）- 蔭山元美
- 打扮的戀愛是有理由的（2021年4月20日－6月22日、TBS） - 羽瀨彩夏
- 日本沉沒-希望之人-（2021年10月10日－12月12日、TBS） - 相原美玲
- DCU 第1話 - 第3話（2022年1月16日－30日、TBS） - 女主角・成合隆子
- NICE FLIGHT!（2022年7月22日－9月9日、朝日電視台） - 女主角・涉谷真夢
- 鴉色刑事組 特別篇（2023年1月14日、富士電視台） - 嶋津奈都子
- 厨房革命 第2夜（2023年3月26日、朝日電視台） - 本郷栄子
- 刑警與檢察官，有時是法官。（2023年4月13日－6月8日、朝日電視台） - 矢部律子
- ONE DAY（2023年10月9日－12月18日、富士電視台） - 八幡柚杏
- 大奧 Season2「幕末編」（2023年11月7日 - 12月12日、NHK綜合） - 能登 / 志摩
- 約定～第16年的真相～（2024年4月11日－6月13日、讀賣電視台・日本電視台） - 桐生葵
- 青島君很壞（2024年7月6日－9月14日、朝日電視台） - 葛木雪乃（與渡邊翔太〈Snow Man〉雙主演）
- 爱过之后来临的（2024年、Coupang Play）
- 御飯團 第87回 - 最終回（2025年2月4日－3月28日、NHK） - 蒲田令奈
- 災（2025年4月6日－5月11日、WOWOW） - 女主角・堂本翠
- 新聞主播 第6話 - 第7話（2025年5月18日－5月24日、TBS） - 藤井真弓
- 晚安，這裡是朝山家。（2025年7月6日－、朝日放送電視台） - 朝山朝子（與小澤征悅雙主演）

### 網路電視劇
- 白色与黄色〜夏威夷与我的松饼物语〜（2018年3月1日 - 4月3日、Amazon Prime Video） - 澤野紗江
- 安全的維納斯（2020年10月25日 - 12月13日、Paravi） - 蔭山元美
- 出售我的手（2023年10月27日 - 、FOD・Amazon Prime Video）

### 動畫
- Animation x Paralympic：谁是你的英雄？ episode 10（2020年3月31日、NHK BS1） -

### 動畫電影
- 海底总动员2：多莉去哪儿（2016年7月16日公開、Disney） - Destiny

## 作品

### 音樂專輯
G☆RACE
- SUPER EUROBEAT presents SUPER GT 2010（2010年4月28日、avex trax） - 曲名『FLY HIGH!!』
- SUPER EUROBEAT presents SUPER GT 2010 -Second Round-（2010年9月8日、avex trax） - 曲名『FLY AGAIN』

## 著書
- ANNE BALANCE（2014年9月17日、エムオン・エンタテインメント（日语：エムオン・エンタテインメント））

## 脚注
1. ↑  . 時事ドットコム. 時事通信社. 2018-01-24  [2018-03-31]. （原始内容存档于2018-04-01）.
2. ↑  . NEWS. ピーチ・ジョン. 2018-01-24  [2018-03-31]. （原始内容存档于2018-01-29）.
3. ↑  . PR TIMES. 2016-10-11  [2016-10-11]. （原始内容存档于2016-10-11）.
4. ↑  . ORICON. 2015-04-05  [2015-04-06]. （原始内容存档于2015-04-07）.
5. ↑  . サントリー.   [2015-04-06]. （原始内容存档于2015-04-05）.

## 外部連結
- 中村杏的X（前Twitter）
- 中村杏的Instagram帳戶
- 中村アン Official Site（页面存档备份，存于）
- 中村アン オフィシャルブログ 「ANNE」（页面存档备份，存于） - Ameba Blog（2011年9月20日 - ）
- 中村アン 公式ブログ（页面存档备份，存于） - GREE
- 中村杏的X（前Twitter）
- 2010SUPER GTイメージガール“G☆RACE” OFFICIAL WEBSITE
- 週末めとろポリシャン♪Facebook（页面存档备份，存于）
- 中村 アン fan page facebook（页面存档备份，存于）